# كارل هاوبتمان
كارل فرديناند ماكس هاوبْتمان Carl Ferdinand Max Hauptmann, واسمه المستعار فرديناند كلار Ferdinand Klar (ولد في أوبرزالتسبرون في 11 مايو 1858- ومات في شرايْبرهاوْ في 4 فبراير 1921) هو كاتب مسرحي وأديب ألماني.

## حياته
كان أبوه روبرت هاوبتمان يمتلك مطعما، وقد ولد كارل في أحد الفنادق وهو فندق «تسور كرونه» Zur Krone. وكارل هاوبتمان هو الأخ الأكبر للشاعر والمسرحي الشهير جرهارت هاوبتمان Gerhart Hauptmann.
وبسبب صحته العليلة فقد ظل كارل في البيت حتى بلغ الثالثة عشرة من عمره، وكان يذهب إلى مدرسة القرية. ثم التحق من عام 1872 حتى عام 1880 بالمدرسة العملية في بريسلاو. وهناك ربطته صداقة بزميله في الدراسة ألفريد بلوتس Alfred Ploetz وقد استمرت صداقته به حتى نهاية حياته.
وفي عام 1880 التحق كارل هاوبتمان بجامعة يينا Jena, ودرس الفيزياء على يد إرنست هيكل Haekel والفلسفة على يد رودولف أويْكن. وفي عام 1883 حصل على درجة الدكتوراه. وكان كارل عضوا بارزا في «اتحاد الواحديين» Monistenbund الذي أسسه هيكل.
كتب كارل أولى قصائده في تلك الفترة، في يونيو 1881.
وبعد نيله الدكتوراه في عام 1883, قام برحلة إلى إيطاليا فزار جنوا ونابولي وكابري وسورينت وروما. وفي رحلة العودة زار صديقه ألفريد بلوتس في زيورخ، الذي كان يدرس هناك. ولأن كارل كان يريد أن يعمق دراساته في الفلسفة وعلم النفس، فقد قرر البقاء في زيورخ، ومواصلة الدراسة لدى الفيلسوف ريشارد أفيناريوس، وعالم النفس أوْجوست فوريل.
تزوج كارل للمرة الأولى في عام 1884 من مارتا تينيمان Martha Thienemann, وهي ابنة برتولت تينيمان الذي كان تاجرا ثريا من دريسدن. وقد تزوج أخوه جيورج من أديلا شقيقتها في عام 1881, وأخوه جرهارت من ماريا شقيقتها أيضا في عام 1885. وقد ضمن له هذا الزواج أن يكون مستقلا ماديا، وبذلك استطاع مواصلة دراساته في زيورخ. وفي زيورخ تعرف كارل على فرانك فيديكند. وبعد أن أنهى دراسته قرر التخلى عن البدء بحياة مهنية في زيورخ، ورحل في عام 1889 إلى برلين.
وفي عام 1891 انتقل للسكن مع أخيه جرهارت في بيت اشترك الاثنان في شرائه في شرايْبرهاوْ الواقعة في منطقة ريزنجيبرجه Riesengebirge. ويوجد في هذا البيت حاليا معرضا صغيرا تخليدا لذكرى الأخوين كارل وجرهارت هاوبتمان.
وقد انفصل كارل عن زوجته مارتا في مايو 1908. وبعد الانفصال تزوج كارل مرة أخرى في عام 1908 بماريا رونه Maria Rohne.
مات كارل هاوبتمان في عام 1921 ودفن في مقبرة Bergfriedhof الموجودة في وسط شرايبرهاو.

## من أعماله
- المتجول في الشمس 1890 "Sonnenwanderer"
- الميتافريقا في علم النفس الحديث 1893
- ماريانا 1894 (مسرحية)
- الساكنون في الغابة 1896 (مسرحية)
- المتجول في الشمس 1897 (مجموعة قصص)
- حدادو الجبل 1902 Die Bergschmiede
- ماتيلده Matilde ...صور من حياة امرأة بائسة 1902 (رواية)
- أبواق الملك 1903
- أيْنهارت المبتسم 1907 (رواية في جزأين)
- نابليون بونابرت 1911 (مسرحية)
- ليالي 1912 (مجموعة أقاصيص)
- إسماعيل فريدمان 1912 (رواية)
- مصائر 1913 (مجموعة قصص)
- يوله الطويلة 1913 (مسرحية) die lange Jule
- صانع المقشات البائس 1913 (مسرحية)
- حذاء توبيا الملون 1916 (مسرحية هزلية)
- الشوارع الذهبية 1916/1918 (ثلاثية مسرحية)
- القيصر الخائن 1919 (مسرحية)
- ثلاث نساء 1920 (قصص)